# Ominaxon Valixonova
Ominaxon Valixonova (engl. Transkription Ominahon Valihanova; * 4. Juni 2004) ist eine usbekische Tennisspielerin.

## Karriere
Valixonova spielt seit 2022 für die usbekische Billie-Jean-King-Cup-Mannschaft. Ihre Bilanz weist bei sechs Einzeln und vier Doppeln drei Siege im Einzel und einen im Doppel aus.